# Skyscraper (película)
Skyscraper (titulada: Rascacielos: Rescate en las alturas en Hispanoamérica y El rascacielos en España) es una película estadounidense de suspenso y acción de catástrofes dirigida y escrita por Rawson Marshall Thurber. Es protagonizada por Dwayne Johnson, Neve Campbell, Chin Han, Roland Møller, Pablo Schreiber, Byron Mann, Hannah Quinlivan y Noah Taylor. La filmación comenzó en septiembre de 2017 en Vancouver, Columbia Británica, Canadá. Fue estrenada en 2D y 3D por Universal Pictures el 13 de julio de 2018.

## Sinopsis
William Swayer, antiguo líder del Equipo de Rescate de Rehenes del FBI y veterano de guerra del ejército de Estados Unidos, ahora se encarga de evaluar la seguridad de los rascacielos. Durante un viaje de trabajo en China, se ve incriminado en el incendio del edificio más alto y seguro del mundo. Perseguido y a la fuga, Will deberá encontrar a los que le han tendido la trampa, limpiar su nombre y rescatar a su familia, atrapada en el interior del rascacielos… sin sucumbir a las llamas.

## Argumento
William "Will" Sawyer, un veterano de la Infantería de Marina convertido en líder del Equipo de Rescate de Rehenes del FBI, pierde su pierna izquierda por debajo de la rodilla cuando él y su colega de HRT Ben Gillespie encuentran a un secuestrador con una bomba suicida. 
Diez años más tarde, Sawyer es un consultor de seguridad privado que, por recomendación de Gillespie, es contratado para revisar la seguridad del rascacielos más alto del mundo, la torre de 1.060 metros (3.500 pies) de Hong Kong, "La Perla", para el propietario Zhao Long Ji. A Sawyer se le unen su esposa, Sarah, y sus hijos gemelos, Georgia y Henry, que se quedan con él en los pisos residenciales aún no abiertos. Sawyer se reúne con Zhao, Gillespie, el director de seguridad Okeke y el asegurador jefe Pierce, para informar que los sistemas computarizados contra incendios y de seguridad han pasado sus pruebas, aunque necesita inspeccionar el centro de seguridad externo. Zhao le proporciona una tableta. Eso le da a Sawyer un control completo sobre los sistemas de La Perla. Sawyer y Gillespie se dirigen a las instalaciones externas, pero un ladrón contratado por el terrorista internacional Kores Botha intenta robar la tableta. Gillespie revela que también está trabajando para Botha y ataca a Sawyer por la tableta, terminando con la muerte de Gillespie. 
Botha y un grupo de sus hombres irrumpen en La Perla y socavan los sistemas de seguridad mediante el uso de un químico reactivo al agua para iniciar un incendio en el piso 96, creando una barrera que impide la entrada o salida de los 130 pisos superiores. Sawyer intenta regresar a La Perla, pero es atacado por Xia, uno de los asociados de Botha. Xia y sus agentes toman la tableta y matan a todos en las instalaciones externas, luego usan la tableta para desactivar los sistemas de extinción de incendios en La Perla y luego activan las salidas de aire para extender el fuego a los pisos superiores. Zhao y Okeke envían guardias de seguridad para rescatar a la familia de Sawyer, pero los guardias mueren por una explosión y se cree que la familia está muerta. Instado por Pierce, Zhao ordena al resto del personal que evacue en helicóptero., pero Pierce revela que él también es un agente de Botha, matando a todos menos a Zhao, que escapa a su ático y lo cierra contra cualquier intrusión. 
El inspector Wu dirige a la policía local para asegurar La Perla y capturar a Sawyer, quien se cree que está detrás de los incidentes. Sawyer los evade y se abre camino hacia La Perla por encima de la barrera contra incendios a través de los equipos de construcción de un edificio vecino. Sawyer mata a Pierce antes de que Pierce pueda matar a la familia de Sawyer, aunque Georgia se separa de las demás. Sawyer hace que Sarah y Henry atraviesen la barrera contra incendios en un elevador de caída libre antes de aplicar los frenos de emergencia, dejándolos escapar de manera segura; Sarah le explica inmediatamente la situación a Wu y que los hombres de Botha probablemente escaparán en paracaídas a una zona de aterrizaje cercana. Sawyer busca a Georgia, y después de encontrarla son capturados por Botha, quien exige a Zhao a cambio de Georgia. Sawyer se ve obligado a escalar el exterior del edificio para acceder al panel de seguridad del ático de Zhao, luego entra y se enfrenta a Zhao. Zhao explica que Botha le había extorsionado durante el proyecto de construcción de $6 mil millones. Cuando Botha se enteró de que Zhao guardaba un archivo informático detallado de las transacciones, que puede revelar cuentas y nombres de tres sindicatos delictivos para los que trabaja Botha, se instigó el ataque para obtener los registros. 
Sawyer lleva a Zhao a Botha en lo alto del rascacielos, accediendo al cambio por Georgia. Sin embargo, Zhao distrae a Botha, permitiendo que Sawyer y Zhao maten a los secuaces de Botha. Botha agarra a Georgia y amenaza con arrojarla al vacío, pero Sawyer lo golpea, rescata a Georgia y deja que Botha muera en una explosión de granada mientras cae. Wu lidera un ataque en la supuesta zona de caída, asegurando a Xia y matando a sus secuaces. Sarah recupera la tableta y la usa para reiniciar los sistemas de La Perla, apagando el incendio. Sawyer, Georgia y Zhao son llevados a salvo en helicóptero, y la familia Sawyer se reúne felizmente mientras Wu reconoce y finalmente conoce y saluda a Sawyer. Zhao declara su intención de reconstruir la Perla, que muestra un daño masivo por fuego que se extiende desde el piso 96 hasta la parte superior del edificio.

## Reparto
- Dwayne Johnson como William "Will" Sawyer, un antiguo líder del Equipo de Rescate de Rehenes del FBI, que ahora evalúa la seguridad de rascacielos.
- Neve Campbell[4] como Sarah Sawyer, esposa de Will.
- Chin Han[5] como Zhao Long Ji, un empresario tecnológico chino y financiador de la Perla.
- Roland Møller[6] como Kores Botha, un terrorista Escandinavo.
- Pablo Schreiber[7] como Ben Gillespie, amigo y colega de Will, ahora trabajando secretamente para Botha.
- Hannah Quinlivan[8] como Xia, ayudante de Botha.
- Byron Mann[8] como el inspector Wu, líder del equipo de respuesta HKPF.
- Noah Taylor[9] como el Sr. Pierce, uno de los mercenarios de Botha.
- Matthew O'Leary como hackeador de redes.
- McKenna Roberts como Georgia Sawyer, hija de Will y Sarah.
- Noah Cottrell como Henry Sawyer, hijo de Will y Sarah.

## Producción
El 26 de mayo de 2016, se anunció que Legendary Entertainment había ganado la guerra por la película de acción y aventura Skyscraper, que Dwayne Johnson protagonizaría. Rawson Marshall Thurber sería el guionista, director y productor, Beau Flynn produciría la película con su compañía Flynn Picture Company, y Johnson lo haría con la suya, Seven Bucks Productions, mientras que 20th Century Fox tendría los derechos de distribución. El 22 de junio de 2017, se reportó que Neve Campbell había firmado para actuar junto a Johnson, quien interpretaría a un antiguo líder del Equipo de Rescate de Rehenes del FBI, un veterano de guerra y ahora cabeza de seguridad de rascacielos. En julio de 2017, Chin Han y Pablo Schreiber se unieron a la película. En agosto de 2017, Byron Mann y Hannah Quinlivan se unieron, y unos días después, Variety confirmó que Noah Taylor sería también parte de la película. El 22 de agosto de 2017, Roland Møller se unió a la película  para un papel principal.
La fotografía principal comenzó el 14 de agosto de 2017 en Vancouver, British Columbia.

## Estreno
Skyscraper fue estrenada en 3D el 13 de julio de 2018 por Universal Pictures. El primer tráiler de la cinta fue lanzado durante el Súper Bowl.